# Chevrolet en Top Race
La historia de Chevrolet dentro de la categoría Top Race es una de las más reconocidas en la historia de esta disciplina, teniendo sus años de protagonismo durante la primera mitad de los años 2000. A nivel nacional, es una de las marcas con mayor reconocimiento en el automovilismo argentino, teniendo en cuenta su participación en categorías como el Turismo Carretera, el TC 2000 o el Turismo Nacional. Al mismo tiempo, es poseedora de un buen número de títulos, posicionándose como una de las más ganadoras del automovilismo nacional. 
En el Top Race, la marca formó parte de su historia a través de su modelo Chevrolet Vectra, contando también con la aparición en 2004 del modelo Chevrolet Astra y en 2012 del Chevrolet Cruze. Para la creación del TRV6 en el año 2005, la categoría eligió primeramente el modelo Vectra II, siendo luego reemplazado en el año 2009 por el Vectra III. Debido a la baja producción de este último modelo, en el año 2011 fue dado de baja, siendo Mariano Acebal el último piloto en competir con esta unidad y provocando además la momentánea salida de la marca Chevrolet de esta divisional.
A pesar del cierre de esta etapa, a partir del año 2012 y con la reformulación de la divisional TRV6, Chevrolet volvería a competir en la categoría mayor, siendo presentado en esta oportunidad como modelo representativo, el Chevrolet Cruze I. Por otra parte, en las divisionales menores Top Race Junior y Top Race Series, creadas en 2007 y 2011 respectivamente, la marca tuvo su representación a través de los modelos Chevrolet Vectra II y Chevrolet Cruze I respectivamente, aunque este último fue representado con rasgos de su diseño frontal, caracterizados sobre el frente de carrozados genéricos presentados en el año 2014 para la categoría Top Race Series.

## Historia

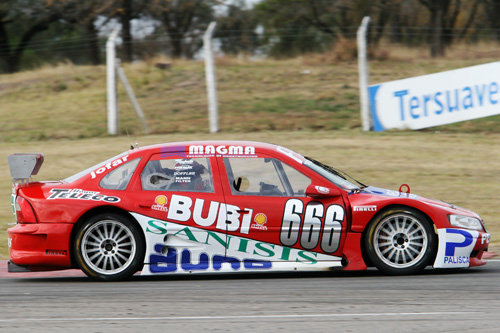
Unidad Chevrolet Vectra II de Top Race V6.

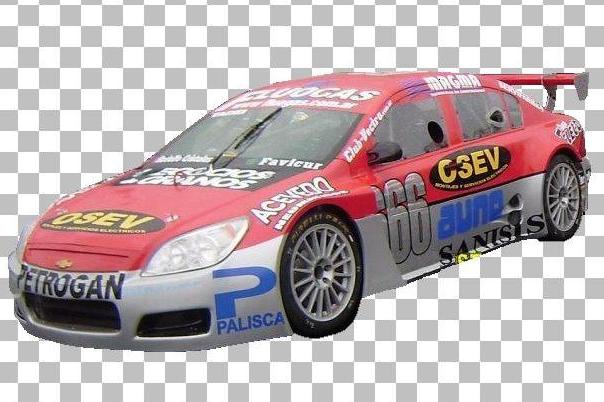
Unidad Chevrolet Vectra III de Top Race V6.

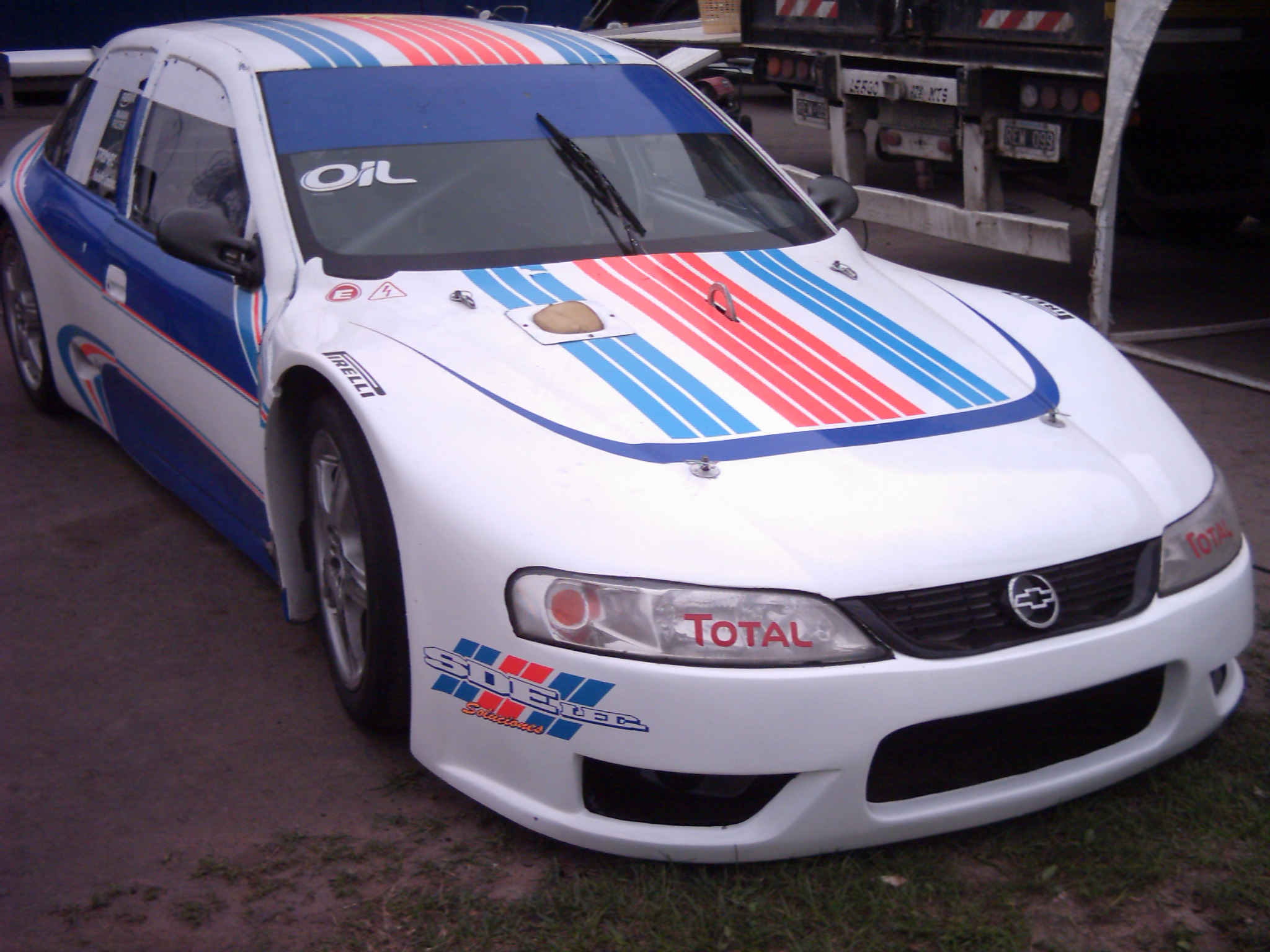
Unidad Chevrolet Vectra II de Top Race Series.

Desde los comienzos de la categoría Top Race, el modelo Chevrolet Vectra participó en los diferentes campeonatos que se desarrollaron, peleando de igual a igual con modelos como los BMW Serie 3, los Mercedes-Benz Clase C o los Honda Prelude. A comienzos de la década del 2000, aproximadamente el 50 % del parque automotor de la categoría estaba conformado por unidades Vectra y BMW, generando una alta supremacía por parte de estos modelos sobre las demás marcas. En el año 2004, la apertura de la categoría hacia modelos del segmento C, permitiría la incursión del modelo Chevrolet Astra, el cual llegaría a obtener una victoria de la mano del piloto Julio Francischetti. Finalmente, ese mismo año, el empresario Alejandro Urtubey se hace cargo de la categoría, poniendo en marcha un plan de remodernización que terminaría convirtiéndose en el actual TRV6.
Para la creación de esta categoría fueron elegidos los modelos de alta gama de cada una de las marcas más reconocidas del automovilismo argentino. Fue así que el Chevrolet Vectra II, permanecería en la categoría, enfrentando a sus clásicos rivales, como ser el Ford Mondeo II, el Renault Laguna II o el Volkswagen Passat V. Al mismo tiempo, grandes pilotos destacados del automovilismo argentino fueron convocados para participar en esta categoría. Entre los más destacados que compitieran con sus Vectra, se encontraban Guillermo Ortelli, Emiliano Spataro, Marcos Di Palma, Gustavo Tadei y Oscar Larrauri, este último entrando a fines de año en el equipo patrocinado por el Club Atlético River Plate, en reemplazo de Juan María Traverso. Este año, Ortelli tendría el honor de ser el primer campeón de la categoría a bordo de un Vectra pintado con los colores de Boca Juniors, dándole también al Vectra su primer título en el automovilismo argentino. 
Durante los años siguientes, continuaban llegando victorias para el modelo Vectra, siendo Ortelli 3º en el campeonato 2006. Sin embargo, la debacle llegaría al año siguiente, ya que el rendimiento de esta marca comenzó a caer considerablemente. La irrupción de modelos como el Mercedes-Benz Clase C, hizo que varios pilotos se muden de carrozado, disconformes con el rendimiento de sus unidades. La última victoria del Vectra en TRV6 llegaría el 26 de agosto de 2007, de la mano de Gustavo Tadei, quien a la postre terminaría siendo el piloto Vectra mejor posicionado, al terminar el torneo en la octava posición.
Este mismo año 2007, la categoría lanzó la divisional Top Race Junior (hoy Top Race Series), ideada para formación y creación de talentos venidos de categorías zonales o de karting, y también para aquellos pilotos de bajos recursos que deseen relanzar su competencia. El Chevrolet Vectra II fue homologado como opción de carrozado junto al Alfa Romeo 156 y el Ford Mondeo II. En su año debut, el piloto Marcelo Raúl Vicente sería el mejor representante de la marca finalizando en la sexta colocación.
A finales de 2007, Top Race había anunciado su nuevo patrón de homologación de la categoría para el campeonato 2008. En este grupo de modelos, inicialmente el Vectra no figuraba, por lo que los representantes de la marca Chevrolet optaron por otras, a excepción de uno: Gustavo Tadei. El piloto de la localidad de Salto, decidió continuar con este modelo en pista en 2008, siendo nuevamente incluido en el patrón de homologación de la categoría. Ese año, el solitario Vectra pelearía por el título, terminando en el cuarto lugar del torneo.
En el año 2009, nuevamente Tadei se presentó en solitario con su Vectra, siendo acompañado en las próximas carreras por Laureano Campanera, quien presentó una unidad similar con su propio equipo. A finales de la temporada, la categoría decide renovar el parque automotor, cambiando a su modelo Vectra. La segunda generación del Vectra TRV6, estaba basada en el modelo Chevrolet Vectra III y tanto Tadei como Campanera renovaron sus unidades. Asimismo, la presencia de los Vectra se incrementaba con la aparición de Nicolás Iglesias al volante de una unidad patrocinada por el Grupo Infobae. Este año, los resultados para la marca no fueron los mejores, terminando los tres pilotos fuera del Top 20 del Torneo. 
A pesar de ello, los fanáticos de la marca encontrarían consuelo en la divisional menor, ya que el piloto Germán Giles se coronaría campeón de Top Race Junior al comando de un Chevrolet Vectra II. 
Finalmente, el año 2010 terminaría siendo el peor para la marca en la divisional TRV6, ya que en ninguno de los dos torneos obtuvo resultados de relevancia. A la salida de Gustavo Tadei de la marca, se le sumaron una sucesión de malos resultados que teminarían desembocando en la partida de Gustavo Micheloud (sucesor de Tadei al volante del Vectra) y de Nicolás Iglesias hacia otras marcas, una vez finalizada la Copa América 2010. Afortunadamente, antes de iniciarse el Torneo Clausura 2010 de Top Race, el piloto Mariano Acebal, ex-campeón de Fórmula Renault Argentina, anunciaría sus intenciones de competir con un Vectra TRV6, materializando su deseo en este segundo semestre. Este piloto, nuevamente competiría en solitario con esta marca (tal como lo hiciera Gustavo Tadei en 2008), culminando el Torneo en la 15º posición con 41 unidades cosechadas.
Mientras tanto, en el Top Race Junior los buenos resultados continuaban, en este caso de la mano de pilotos internacionales. En el primer semestre del año, el piloto argento-canadiense Julián Falivene obtendría el subcampeonato en la Copa América 2010, perdiendo el título por 12 unidades. Más tarde, en el segundo semestre, el piloto argento-uruguayo Gerardo Salaverría le devolvería la sonrisa a los seguidores de la marca, llevándose el título del Torneo Clausura 2010, en este caso ya bajo la nueva denominación de Top Race Series.
Lamentablemente, en el año 2011 y tras haber competido en las dos primeras fechas con un Vectra TRV6, Mariano Acebal anunciaría un cambio de marca, pasando a correr con un Mercedes-Benz y cerrando de esta forma su ciclo con el Vectra y la participación de la marca Chevrolet en general, dentro del TRV6. De esta forma, la marca quedaría limitada únicamente al Top Race Series, categoría donde comparte pista con Alfa Romeo y Ford Motor.
Pero este retiro tendría fin a fines de 2011, ya que con el anuncio de la creación de la nueva categoría TRV6, se anunció la creación de 6 modelos, de los cuales, a las cuatro marcas que sobrevivieron del TRV6, se les sumaría Toyota y nuevamente Chevrolet, pero en este caso con el modelo Chevrolet Cruze, mientras que para el Top Race Series se mantendrá el Chevrolet Vectra II como representante.
Actualmente, la marca acumula tres títulos distribuidos entre uno conseguido en el TRV6 (2005) y dos en el Top Race Series (2009 y el 2º semestre de 2010). A estos títulos, se les suma el título extraoficial obtenido por Guillermo Ortelli en el Torneo Presentación de TRV6 del año 2005.

## Palmarés
| Título  | Categoría       | Piloto             | Automóvil           | Año     |
| ------- | --------------- | ------------------ | ------------------- | ------- |
| Campeón | Top Race V6     | Guillermo Ortelli  | Chevrolet Vectra II | TP 2005 |
| Campeón | Top Race V6     | Guillermo Ortelli  | Chevrolet Vectra II | 2005    |
| Campeón | Top Race Junior | Germán Giles       | Chevrolet Vectra II | 2009    |
| Campeón | Top Race Series | Gerardo Salaverría | Chevrolet Vectra II | TC 2010 |
| Campeón | Top Race Series | Lucas Valle        | Chevrolet Cruze I   | 2016    |

## Pilotos ganadores con la marca
En Top Race
- Guillermo Ortelli
- Pedro Doumic
- Ángel Monguzzi
- Marcos Di Palma
- Daniel Belli
- Martín Pugliese
- Alejandro Bini
- Gustavo Tadei
- Julio Francischetti
- Agustín Guardatti

En TRV6
- Guillermo Ortelli
- Emiliano Spataro
- Julio Catalán Magni
- Gustavo Tadei
- Mariano Altuna